# Ameritech Cup 1990
L'Ameritech Cup 1990 è stato un torneo femminile di tennis giocato sul sintetico indoor. È stata la 19ª edizione del torneo, che fa parte della categoria Tier I nell'ambito del WTA Tour 1990. Si è giocato nell'UIC Pavilion di Chicago negli USA, dal 12 al 18 febbraio 1990.

## Campionesse

### Singolare
Martina Navrátilová ha battuto in finale  Manuela Maleeva-Fragnière con il punteggio di 6–3, 6–2

### Doppio
Martina Navrátilová /  Anne Smith hanno battuto in finale  Arantxa Sánchez Vicario /  Nathalie Tauziat 6(9)–7, 6–4, 6–3